# ویچ بروک
ویچ بروک رودی است به رود دی می‌ریزد. این رود از کشور بریتانیا می‌گذرد.